# SIG MCX
SIG MCXまたはSIG Sauer MCXは、シグ・ザウエル&ゾーン社のアメリカ合衆国現地法人SIG SAUER社が開発した自動小銃である。

## 概要
AR-15を原型としたライフルで、反動を軽減し信頼性を向上させるためショートストロークガスピストンシステムを特徴としており、デルタフォースの要望を基に9mm短機関銃とカービンライフルのギャップを埋める為に開発された。MCXの設計は先行して開発されたSIG MPXに準じている。
競合するジャンルに対しては、9 mm口径銃・PDWと比較してより高威力かつ長射程、既存ライフルとの弾薬の互換性による経済性が優位性としてあげられ、M4カービンと比較して5.56x45mm NATO弾と.300 AAC Blackout弾の併用による弾薬性能の最大化、折り畳み式銃床と短銃身化による小型化、等が優位性としてあげられる。
SIG MCXは、米国の民間市場向けのセミオート仕様、軍事および法執行機関向けフルオート・セミオート選択式の仕様で利用できる。
銃身の形状は先端で先細になっており、性能を低下させる様なワッシャーを使用せずにマズルデバイスと直接ねじ込み式のサウンドサプレッサーを取り付けることができ、セルフセンタリングできるようにするデバイスを取り付けることが出来る。銃身はほんの数秒で別の長さまたは別の口径のものに変更できる。さらに、銃身は耐食性のために窒化物コーティングされ、摩耗しやすい部分に硬化鋼が使用されている。
各種操作は、チャージングハンドルを含む殆んどが両手利き仕様であるが、ボルトリリースだけは異なっている。SIG SAUER社は、MCXカービン銃用に4種類の銃床を用意している。
SIG SAUER社は、標準のAR-15およびM16の下部レシーバーとアダプターを介して互換性がある様に上部レシーバーを設計しており、SIG MCXとAR-15およびM16の全体的なレイアウトは似ている。

## バリエーション

### SIG MCX（第1世代）
SIG MCXは、米国の民間市場向けのセミオート仕様、軍事および法執行機関向けフルオート・セミオート選択式の仕様で利用できるが、民間市場向けにはセミオート仕様の小銃を以下の3つの異なる構成でのみ提供している。
第1世代のMCXバリエーションには、アクセサリを追加するためKeyModシステムを備えたアルミニウム製のハンドガードが装備されている。
- SIG MCXは、406 mm（16インチ）銃身を装備する本銃の標準モデルである。
- SIG MCX SBRは、229 mm（9インチ）銃身を装備する短銃身モデルである。（米国連邦法の下では、銃身が16インチより短い小銃は、タイトルIIの武器との扱いとなり、連邦規制の対象であり、州法によって規制されている。）
- SIG MCX Pistolは、229 mm（9インチ）銃身または292 mm（11.5インチ）銃身を装備するピストル（拳銃）モデルであり、ハンドガンを前腕部で体に固定するために、SIG Sauer SBX（ピストル安定化ブレース）またはSIG Sauer PCB（ピストルピボット輪郭折りたたみブレース）のいずれかが付属している。 （このモデルは、「拳銃」の米国の法的な定義に適合する。これは、中間弾薬を使用する実質的にはコンパクトなカービン銃であるが、射手の体との単一の接触点でのみ発射されるように設計されているということによる。米国当局は以前、SIG SBXまたは同様の前腕ブレースを装備し、短銃身のライフルとして登録されていない武器を背負うことは、タイトルIIの武器として短銃身のライフルを見なされるとユーザーに警告した。ただし、2017年4月以降は、これは当てはまらない。）
- SIG MCX低可視性アサルトウェポン（LVAW）は、軍や法執行機関のみが利用できる、短銃身、サプレッサー付属、セミオート・フルオート選択式のバリエーションである。「ブラックマンバ」の愛称で呼ばれている。

### SIG MCX VIRTUS
SIG MCX VIRTUSは、SIG MCXシリーズの第2世代であり、2017年に導入された。第1世代とは異なりM-LOKシステムを備えたハンドガードに変更している。
- SIG MCX VIRTUS Patrolは、アサルトライフル仕様の標準モデルであり、1：7インチのツイストレートの406 mm（16インチ）銃身、精度を向上させるカスタムSig Matchlite Duoトリガー、折り畳み式および5ポジション伸縮式の銃床、長さを選択可能な4種類のハンドガード、交換可能な銃身、および特別な内部反動システムを備えている[7]。
- SIG MCX VIRTUS SBRは、MCX VIRTUSの短銃身小銃モデルである。5.56×45mm NATO弾向けの292mm（11.5インチ）銃身と、.300 AAC Blackout弾向けの140mm（5.5インチ）銃身と229 mm（9インチ）銃身を備えている。
- SIG MCX VIRTUS Pistolは、SBX安定化ブレースを備えたMCX VIRTUSのピストル（拳銃）モデルである。5.56×45mm NATO弾向けの292mm（11.5インチ）銃身と、.300 AAC Blackout弾向けの229mm（9インチ）銃身を備えている。

### SIG MCX RATTLER
SIG MCX RATTLERは、個人護身用武器として機能することを目的とした短銃身小銃のバリエーションであり、140 mm（5.5インチ）の銃身を備え、コンパクトな銃床または折りたたみ式PCB（ピストル型）ブレース、ピカティニーレールが付属している。5.56×45mm NATO弾および .300 AAC Blackout弾で利用可能である。
2022年5月にアメリカ特殊作戦軍（USSOCOM）は、.300 AAC Blackout弾（7.62×35mm弾）と5.56x45mm NATO弾を併用する銃身長140mm（5.5インチ）のSIG MCX Rattlerを、個人護身用武器（PDW）として採用することを発表した。

### SIG MCX-SPEAR LT
SIG MCX-SPEAR LTは、2022年に登場したSIG MCXの第3世代モデルである。カービンとしての機能を意図しており、9インチ（230 mm）、11.5インチ（290 mm）、16インチ（410 mm）のバレルと、バットストックまたはPCB（ピストル型）ブレースを取り付けるためのピカティニーレールテールインターフェースを装備している。5.56×45mm NATO弾、.300 AAC Blackoutおよび7.62x39mm弾に対応している。

## 派生型

### SIG MCX-MR（Mid Range）
SIG MCX-MR（Mid Range）は、アメリカ陸軍のコンパクト半自動狙撃システム（CSASS）プログラムに対する、SIG SAUER社の応札モデルであるが、採用はされなかった。
7.62×51mm NATO弾を使用し、セミオート・フルオート選択式の射撃能力を備えている。重量は8.9ポンド（4.0 kg）で、1:10インチのツイストレートの406 mm（16インチ）の溝付き416ステンレス鋼銃身が特徴で、銃身はBartlein Barrelsによって製造されている。ガスシステムは、サプレッサーの有無に応じて切替可能な設定を備えている。フロントピボットピンを引いた後にスライドするMCXのハンドガードとは異なり、MCX-MRでは最初に2本のネジを外す必要がある。AR-15/M16タイプのチャージングハンドルと左側のチャージングハンドルの両方を備えている。20発の弾倉を使用し、SR-25用弾倉を使用するためにSR-25の下部レシーバーとも互換性がある。

### SIG MCX RAPTOR
SIG MCX RAPTORは、カービン銃として機能することを目的とした短銃身小銃のバリエーションであり、200 mm（7.9インチ）の銃身を備え、コンパクトな銃床または折りたたみ式PCB（ピストル型）ブレース、ピカティニーレールが付属している。7.62x51mm NATO弾、6.5mmクリードモア弾 、6.8x51mm SIG FURY弾で利用可能である。

### SIG MCX SPEAR
SIG MCX SPEARは、2022年1月に民間向けモデルが発売された、6.8x51mm SIG FURY弾を使用するアサルトライフルである。1:7インチのツイストレートの330.2 mm（13インチ）銃身を装備し、全長866.14 mm、重量3.8 kgである。弾薬変更可能であり7.62x51mm NATO弾と6.5mmクリードモア弾の両方に簡単に変換でき、後部と左側面にボルトと連動しないチャージングハンドル、両手利き操作、6ポジションの伸縮式・折り畳み式銃床、サプレッサーの有無に応じて2段階調整可能なガスシステム、20発弾倉を備えている。
SIG SAUER社は、アメリカ陸軍の次世代分隊火器プログラムに対しSIG MCX SPEARの6.8x51mm SIG FURY弾仕様の改造モデルで応札した。2022年4月19日、同プログラムにおいてSIG SAUER社が勝者と選定され、このSIG MCX SPEARの派生版が米軍制式名XM5として採用された。

### SIG MCX-REGULATOR
SIG MCX-REGULATORは、2024年3月に民間向け害獣駆除用ランチライフルとして発売されたモデル。折り畳み銃床とピストルグリップの代わりにMagpul Mossberg 500/590スタイルの曲銃床が組み込まれている。これによってピストルグリップを規制するアサルトウェポン規制地域にも販売可能となる。すべてのMCXアッパーレシーバーと互換性のある再設計されたロワーレシーバー、完全に両手利きのマガジンリリース、セーフティセレクター、およびボルトキャッチを備えている。2ステージマッチトリガー、冷間ハンマー鍛造炭素鋼バレル、SIG 設計のマズルブレーキが付属しており、7.62x39mm弾と5.56x45mm NATO弾モデルが用意されている。三脚に簡単に取り付けるための Arca Railを内蔵しており、また、ミルスペックROMEO2光学部品が付属される。

## 使用国
- オーストラリア: ヴィクトリア警察の戦術作戦部隊がSIG MCX SBRを使用[22] ニューサウスウェールズ州警察の戦術作戦部隊は、.300 AAC Blackout弾仕様を含むSIG MCX VIRTUSシリーズを使用[23][24][25] 2022年9月発表、オーストラリア軍で.300 AAC Blackout弾仕様を含むSIG MCX VIRTUSシリーズで取得予定[26]
- カナダ: サスカチュワン州環境保護局.[27]
- ベルギー:連邦警察の特殊介入局部隊が使用。
- デンマーク: デンマーク海軍のフロッグマン中隊が使用。
- エストニア: K-Commando[28]
- フィンランド: フィンランド警察
- フランス: フランス空軍のCPA10 オペレーターが使用。[要出典]
- ドイツ:ベルリン警察が使用。2017年10月には、警察の要求を満たすために.300仕様のMCXが発注された[29]。その後、SEK用に160丁が発注された[30]。シュレースヴィヒ＝ホルシュタイン州の州警察は531丁を注文。 ラインラント＝プファルツ州警察は100丁を発注した。
- インドネシア: インドネシア国家警察特別対応部隊：Gegana Brimob POLRIが採用。[31]
- イタリア: イタリア陸軍の特殊部隊、第9落下傘部隊突撃連隊 "Col Moschin"が使用
- リトアニア: ARAS特殊部隊が使用。
- マルタ: マルタ軍によって使用
- オランダ: オランダ海上特殊作戦部隊および警察のDSI部隊によって採用された。[32]
- ポーランド: ポーランド特別軍のJWグロムがSIG MCXおよびMCX RATTLERを取得。[要出典]
- ポルトガル：ポルトガル警察の特別作戦グループが使用。[33]
- スイス: ジュネーブ州警察が使用.[要出典]
- ウクライナ: ウクライナ保安庁アルファ部隊が使用。[34]
- イギリス: ロンドン警視庁の対テロ専門射手（CTSFO）などが使用。[35]
- アメリカ合衆国:アメリカ特殊作戦軍（USSOCOM）は2018年2月に.300 AAC Blackout弾を使用するMCX RATTLERの上部レシーバーを、M4A1に装着する変換キットを評価のために発注[36]、2022年5月に .300 AAC Blackout（7.62×35mm）弾と5.56x45mm NATO弾を併用する銃身長140mm（5.5インチ）のRSAR (Reduced Signature Assault Rifle)としてSIG MCX Rattlerを取得する[8][9][37]。統合特殊作戦コマンド(JSOC)は主にデルタフォース向けにLVAW (Low Visibility Assault Weapon:低視認性強襲武器) としてMCX VIRTUS LVAW SHORT 6.75“.300 AACおよびCSAW (Close Support Assault Weapon:近接支援強襲武器)としてSIG MCX LT 10.5"/14.5" 5.56を採用[38]。アメリカ陸軍は2022年4月19日に 次世代分隊兵器（NGSW）プログラムに対する、SIG SAUER社の応札モデルである、6.8x51mm弾（.277_FURY弾）を使用するSIG MCX SPEAR（米軍呼称""XM5""）を採用した[19]。